# 三界站
三界站是一个京沪铁路上的铁路车站，位于安徽省滁州市明光市三界镇三界社区，建于1909年，目前为四等站，邮政编码为239421。

## 概况
1908年修建津浦铁路时原计划从明光县北的老三界过境，但因故选择从当时的施郢绕弯经过，设施郢站。当地传说系为慈禧太后传旨，将铁路不再经过位于老三界的吴棠宅地和吴家祠堂，亦有人认为是吴家出面阻挠的结果。1931年嘉山县成立后，改名为嘉山县站。1937年安徽被日军攻占后车站改名三界，当地也因此改名为新三界，同时老三界逐渐落寞。
车站于2004年停办客运业务。目前三界站仅办理中国人民解放军陆军三界合同战术训练基地的军事运输、抢险救灾业务，办理的军用货物中，不办理怕湿货物发送、到达，不办理零散货物快运以及批量零散货物快运业务；三界站内设有专用线通往三界训练中心，同时也是该训练中心的对外通信地址之一。